# Georges Sénéca
Georges Sénéca (Doornik, 14 maart 1937 - 8 november 2002) was een Belgisch volksvertegenwoordiger.

## Levensloop
Na het diploma van regent te hebben behaald, werd Sénéca leraar Frans en geschiedenis aan het Collège Notre-Dame in Doornik.
In 1970 stelde hij zich in Doornik op de twaalfde plaats kandidaat op de PSC-lijst voor de gemeenteraadsverkiezingen. Hij werd verkozen en werd onmiddellijk schepen. Na de fusie van 1976 werd hij eerste schepen van Groot-Doornik. In 1982 werd hij vanwege een coalitiewissel naar de oppositie verwezen. Sénéca bleef nog gemeenteraadslid tot aan zijn dood in 2002.
Na lang onverkiesbare plaatsen te hebben bezet voor de wetgevende verkiezingen, werd hij in november 1991 tot lid van de Kamer van volksvertegenwoordigers verkozen voor het arrondissement Doornik-Aat-Moeskroen en kwam zo meteen ook in de Waalse Gewestraad en Raad voor de Franse Cultuurgemeenschap terecht. Hij vervulde dit mandaat tot in 1995.
Op 21 mei 1995 werd hij verkozen tot lid van het eerste Waals Parlement, waardoor hij ook lid werd van het Parlement van de Franse Gemeenschap. In 1999 werd hij herkozen in deze parlementen. In november 2002 overleed hij op 65-jarige leeftijd aan een hartaanval, waarna Sénéca als Waals Parlementslid opgevolgd werd door Christian Brotcorne.